# Valle (Arizona)
Valle es un lugar designado por el censo ubicado en el condado de Coconino en el estado estadounidense de Arizona. En el Censo de 2010 tenía una población de 832 habitantes y una densidad poblacional de 1,32 personas por km².

## Geografía
Valle se encuentra ubicado en las coordenadas 35°37′28″N 112°8′6″O / 35.62444, -112.13500. Según la Oficina del Censo de los Estados Unidos, Valle tiene una superficie total de 631.66 km², de la cual 631.66 km² corresponden a tierra firme y (0%) 0 km² es agua.

## Demografía
Según el censo de 2010, había 832 personas residiendo en Valle. La densidad de población era de 1,32 hab./km². De los 832 habitantes, Valle estaba compuesto por el 61.54% blancos, el 0.6% eran afroamericanos, el 9.62% eran amerindios, el 0.24% eran asiáticos, el 0% eran isleños del Pacífico, el 24.28% eran de otras razas y el 3.73% pertenecían a dos o más razas. Del total de la población el 32.21% eran hispanos o latinos de cualquier raza.